# Иван и «Коломбина»
«Иван и „Коломбина“» — советский художественный фильм 1975 года, снятый режиссёром Валерием Чечуновым на киностудии «Ленфильм».
Премьера фильма состоялась 22 февраля 1977 года. В СССР фильм посмотрели 6,4 миллиона зрителей.

## Сюжет
После демобилизации Иван Чепрасов начал работать в автоколонне и восстановил старую машину, которую называли «Коломбина», чтобы отправиться на свой первый рейс.

## В ролях
- Александр Харитонов — Иван Чепрасов
- Елена Цыплакова — Анка
- Юрий Орлов — Тимофей
- Ирина Муравьёва — Валентина
- Владимир Басов — кладовщик
- Константин Сорокин — Егорыч
- Наталья Крачковская
- Игорь Ледогоров — Спиридонов
- Виктор Фокин — Гвоздев
- Геннадий Юхтин — Сударин

## Съёмочная группа
- Режиссёр: Валерий Чечунов
- Сценаристы: Виль Липатов, Валерий Приёмыхов
- Оператор: Константин Рыжков
- Художник: Борис Бурмистров
- Звукооператор: Гарри Беленький
- Композитор: Сергей Сломинский